# Pfaffenweiler
Pfaffenweiler (alemannisch Pfaffewiler) ist eine Gemeinde etwa zehn Kilometer südlich von Freiburg im Breisgau am nördlichen Rand des Markgräflerlands.
Der Ort ist unter anderem durch das jährlich am ersten Septemberwochenende stattfindende Schneckenfest bekannt.

## Geographie

### Geographische Lage

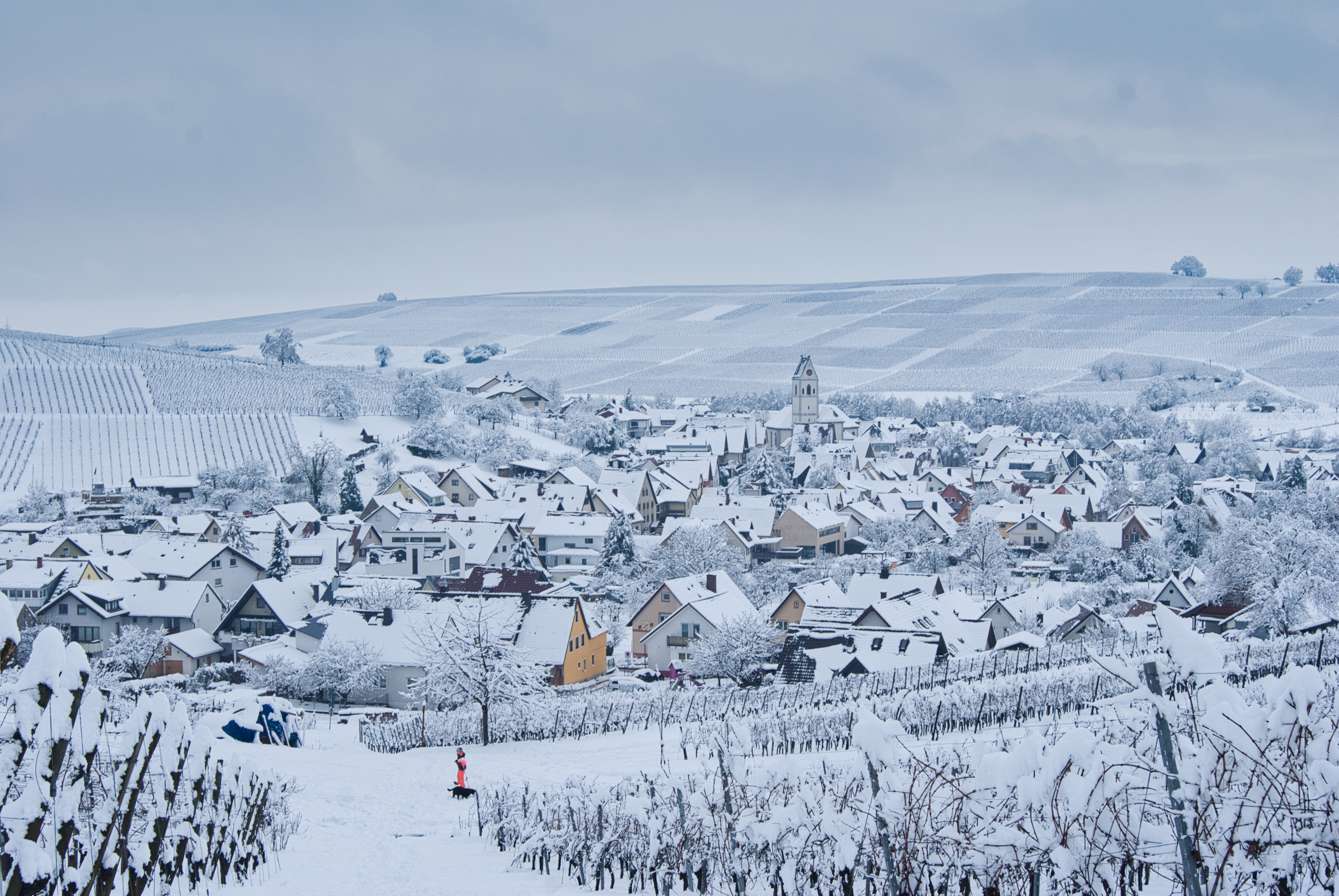
Blick auf Pfaffenweiler, Januar 2021

Pfaffenweiler liegt im sogenannten Schneckental im nördlichen Markgräflerland zwischen dem Batzenberg im Westen und dem Hohfirst als Teil des Schönbergmassivs im Osten. Durch das Tal fließt der Duffernbach.

### Geologie
Das Schönbergmassiv besteht aus Gesteinsschichten von Buntsandstein bis Tertiär. Das Gestein wurde in mehreren Steinbrüchen bis zu Beginn des 20. Jahrhunderts von ortsansässigen Steinmetzen abgebaut. Noch heute kann man die historischen Steinbrüche besichtigen.

### Nachbargemeinden
An Pfaffenweiler grenzen im Norden Schallstadt und Ebringen, im Osten Bollschweil, im Süden Kirchhofen (OT von Ehrenkirchen) sowie im Westen Norsingen und Scherzingen (beide zu Ehrenkirchen gehörig).

### Gemeindegliederung
Die Gemeinde besteht aus den Dörfern Öhlinsweiler (alem. Ehlischwiler), dem Oberdorf, und Pfaffenweiler, dem Unterdorf.

## Geschichte
Der Ort wurde möglicherweise erstmals in einer Schenkungsurkunde von Rebland an das Kloster St. Gallen als
Openwilare erwähnt: Propterea vernacula terra juris mei in loco, qui dicitur Openwilare, tradimus sancto Galloni viginti juchos, et in Eberingen unum juchum de vinea. Die Urkunde datiert von einem 16. Januar in der Herrschaftszeit des Frankenkönigs Chilperich II., der von Juni 715 bis März 721 regierte, ohne eine Jahresangabe, es wird nur der herrschende König Chilperich (ohne Nummer) erwähnt. Die inneren Verhältnisse des Frankenreiches machen eine Errichtung der Urkunde im Jahr 720 am wahrscheinlichsten, da Chilperich II. erst ab Ende 719 auch das Ostfränkische Reich, in dem sowohl Pfaffenweiler als auch St. Gallen lagen, regierte, davor nur das Westreich. Es erscheint als wenig plausibel, dass man im Ostreich eine Datierung nach einem westfränkischen Herrscher vorgenommen hätte. Die Regierungszeit von Chilperich I. (561–584) scheidet aus, da zu dieser Zeit das Kloster St. Gallen noch nicht bestand. Weitere Chilperichs gab es nicht.
Die Forschung geht allerdings davon aus, dass Openwilare wahrscheinlich nicht Pfaffenweiler oder Öhlinsweiler, sondern ein später aufgelassener Weiler im nördlichen Schneckental zwischen Pfaffenweiler und Wolfenweiler war, im Bereich der heutigen Gemarkungsgrenzen beider Ortschaften. Für das Schneckental sind mehrere solche Weiler für die damalige Zeit belegt.
Vom ausgehenden Mittelalter an gehörte Pfaffenweiler als Grundherrschaft zur Herrschaft Staufen und kam in der zweiten Hälfte des 14. Jahrhunderts dann unter österreichische Landeshoheit.
Über Jahrhunderte war Steinhauerei neben Landwirtschaft und Weinbau ein wichtiger Erwerbszweig. So schuf der Bildhauer Jörg Kempf 1561 die Kanzel des Freiburger Münsters aus Pfaffenweiler Kalkstein. Das vermutlich älteste Gasthaus ist die „Stube“ im Ortsteil Öhlinsweiler, das 1574/75 erbaut wurde. Als „Stube“ diente es teilweise auch als Amtsgebäude.
Im Dreißigjährigen Krieg wurde das österreichische Freiburg 1632 durch eine protestantische Allianz aus Baden-Durlach, Sachsen-Weimar und Schweden besetzt. Österreich konnte Breisach aber zunächst halten. Anfang Juni 1633 plünderten Truppen der dortigen kaiserlich-österreichischen Garnison – und in deren Gefolge auch die Einwohner der österreichischen Dörfer der Herrschaft Staufen – die Ortschaften des protestantischen, südlich Pfaffenweiler gelegenen Markgräflerlandes. Diese gehörten zur Markgrafschaft Baden-Durlach. Schwedisch-badische Truppen besetzten als Reaktion einige Tage später die Gegend und quartierten sich im Kirchhofener Schloss ein. Sie trieben dort am 19. Juni 1633 einige Hundert Bewohner der umliegenden Ortschaften zusammen, darunter auch über 80 Bewohner aus Pfaffenweiler und Öhlinsweiler, die damals um die 400 bis 500 Einwohner zählten. Die Männer wurden bei einem Spießrutenlaufen getötet. Die Frauen und Kinder erstickten und verbrannten im Turm des Kirchhofener Schlosses. Insgesamt wurden über 300 Menschen massakriert. Die Überreste der Toten wurden in einem Beinhaus bei der Kirchhofener Kirche bestattet.
Auch in den Folgejahren war die Gegend zwischen kaiserlichen und protestantischen, ab 1638 dann französischen Truppen umkämpft. Im Westfälischen Frieden wurde die Zugehörigkeit des Breisgaus zu Österreich dann bestätigt.
1803 wurde der Breisgau und damit auch Pfaffenweiler aus dem österreichischen Staat ausgegliedert und dem Herzog von Modena als Entschädigung für seine verlorenen Besitzungen in Italien übertragen. Nach dem Tod des Herzog erbte seine ins Haus Habsburg eingeheiratete Tochter den Breisgau, so dass die habsburgische Herrschaft weiterhin bestand. Nach dem Frieden von Preßburg 1805 endete jedoch die habsburgische Herrschaft im Breisgau endgültig und am 15. April 1806 wurde auch Pfaffenweiler an das zum Großherzogtum Baden aufgestiegene Baden-Durlach übergeben. Noch im gleichen Jahr wurde das Kirchhofener Beinhaus abgerissen und auch die Staufener Grundherrschaft aufgehoben.
Missernten führten im 19. Jahrhundert zu Auswanderungen. 1853 zogen 132 Bewohner nach Nordafrika. Die Gemeinde musste deren Auszug durch Abholzung auf dem danach benannten Gewann Afrika finanzieren. Seit 1970 erinnert das Afrikadenkmal am Waldrand auf dem Dürrenberg daran.

Von 1492 bis 1811 gehörte die auf der anderen Seite des Batzenbergs gelegene Ortschaft Scherzingen zu Pfaffenweiler. Scherzingen wurde dann eigenständig und gehört seit der Gebietsreform 1974 zu Ehrenkirchen.

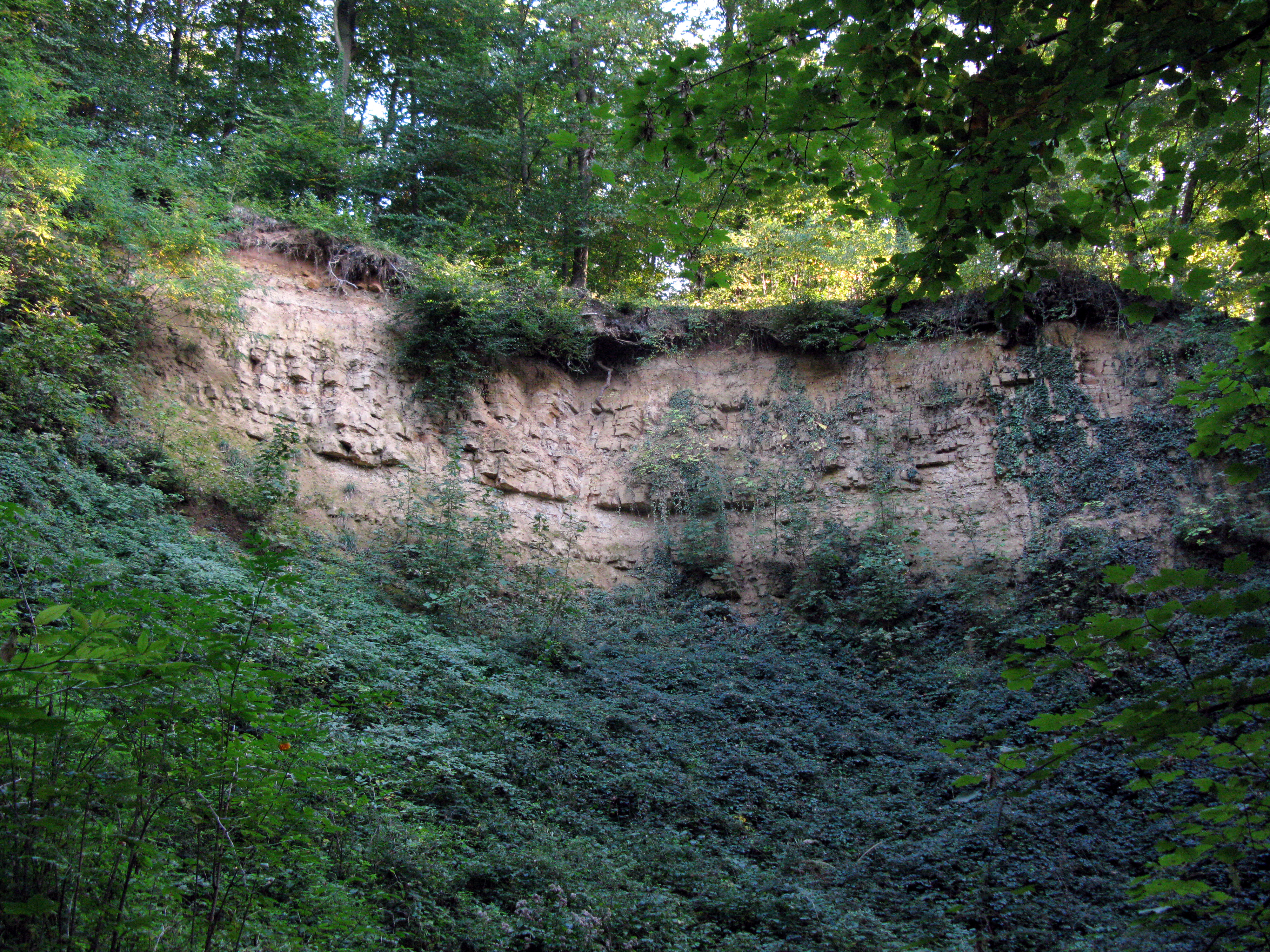
Historischer Steinbruch

## Politik

### Gemeinderat
Die Kommunalwahl am 9. Juni 2024 ergab folgende Sitzverteilung:
| CDU               | 51,1 % | 6 Sitze |
| Freie Bürgerliste | 48,9 % | 6 Sitze |

### Bürgermeister
Bürgermeister ist seit dem 21. November 2022 Lukas Mahler. Er wurde am 25. September 2022 mit 60,4 Prozent der Stimmen gewählt. Mit knapp über 25 Jahren, dem Mindestalter für das Passive Wahlrecht war er zum Zeitpunkt seiner Wahl der jüngste gewählte Bürgermeister Baden-Württembergs. Er folgte Dieter Hahn nach, der von 2006 bis 2022 amtierte. Er wurde im Oktober 2014 für eine zweite Amtszeit wiedergewählt. Bei der Bürgermeisterwahl 2022 trat Hahn nicht erneut an.

### Wappen
Blasonierung: „In Rot drei goldene, mit ebensolchen Patenen gedeckte Kelche (1:2).“

### Gemeindepartnerschaft
- Jasper (Indiana), USA: Um 1850 wanderten zahlreiche Pfaffenweiler nach Nordamerika aus und ließen sich in der Siedlung Jasper nieder. Noch heute finden sich dort Pfaffenweiler Familiennamen wie Eckerle, Eckert, Gutgsell, Kiefer, Scherle und Elmlinger.

## Verkehr

### Radverkehr
Durch eine Alltagsroute aus dem Radnetz Baden-Württemberg ist Pfaffenweiler über Schallstadt mit Freiburg und über Ehrenkirchen mit Bad Krozingen verbunden.
Zusätzlich ist der Bau eines Radschnellweges von Freiburg nach Bad Krozingen geplant.
Durch Pfaffenweiler verlaufen als Landes-Radfernwege: 
- Der Südschwarzwald-Radweg führt als Rundweg von Hinterzarten über Waldshut-Tiengen, Basel und Freiburg rund um den Naturpark Südschwarzwald. Er verläuft von Bad Krozingen nach Pfaffenweiler und weiter über Ebringen nach Freiburg.
- Der Badische Weinradweg[8] führt von Grenzach-Wyhlen über Bad Krozingen nach Pfaffenweiler. Ab Schallstadt gibt es zwei Varianten: Am Tuniberg entlang nach Ihringen und über den Kaiserstuhl nach Sasbach am Kaiserstuhl oder weiter am Rande des Rheintals über Freiburg nach Emmendingen. Die Varianten treffen sich in Malterdingen wieder, das Ziel des gesamten Weges ist Laudenbach im Norden Baden-Württembergs.

In Pfaffenweiler identisch verlaufen der Europäische Radwanderweg von Mulhouse nach Freiburg und der Markgräfler Radwanderweg von Weil am Rhein nach Freiburg. 

### Straßen
Die L125 führt an Pfaffenweiler vorbei und wird vom Berufsverkehr aus Staufen, Bad Krozingen und Müllheim aus Richtung Süden nach Freiburg im Norden und zurück stark frequentiert.

## Kultur und Sehenswürdigkeiten

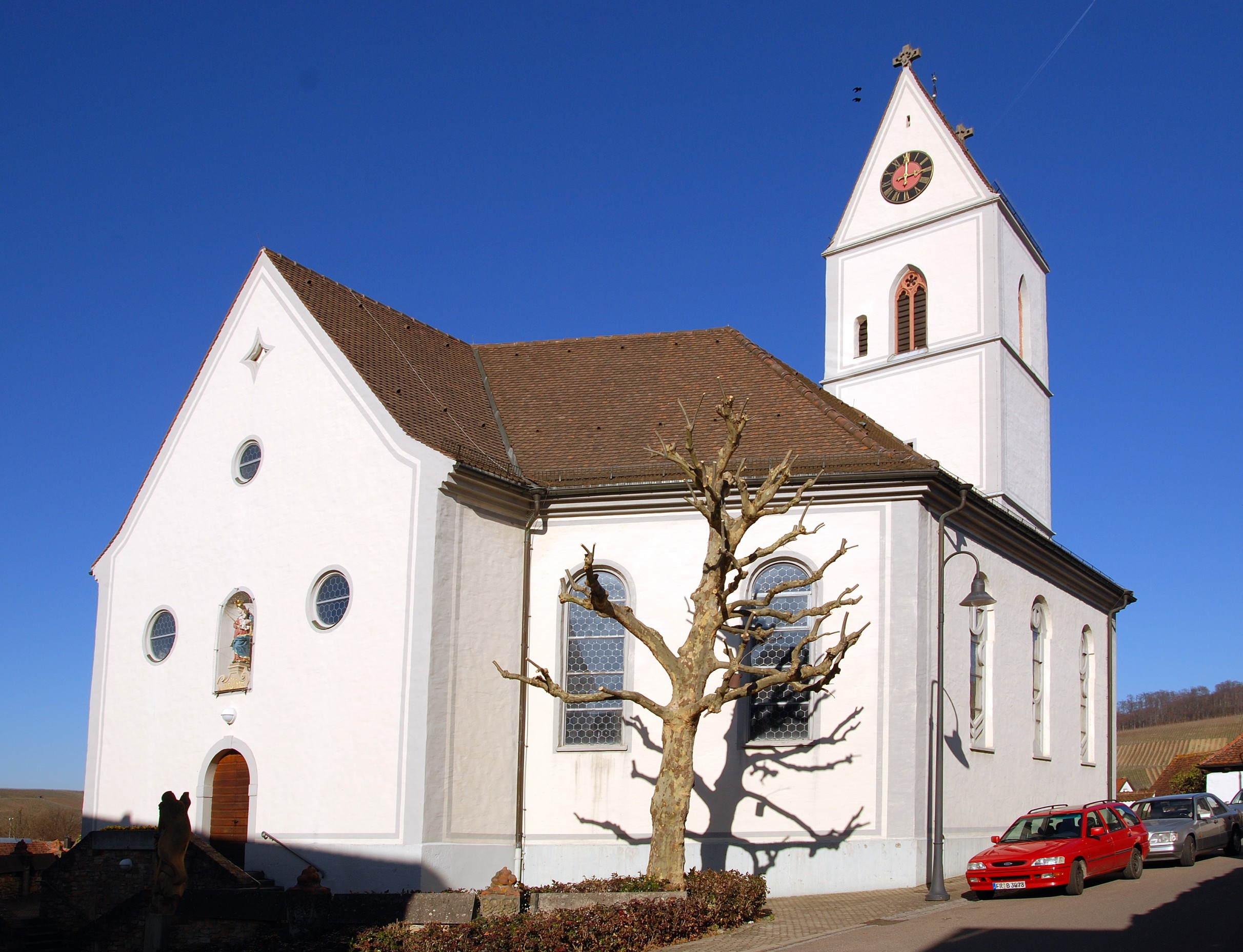
Kirche St. Columba

### Bauwerke

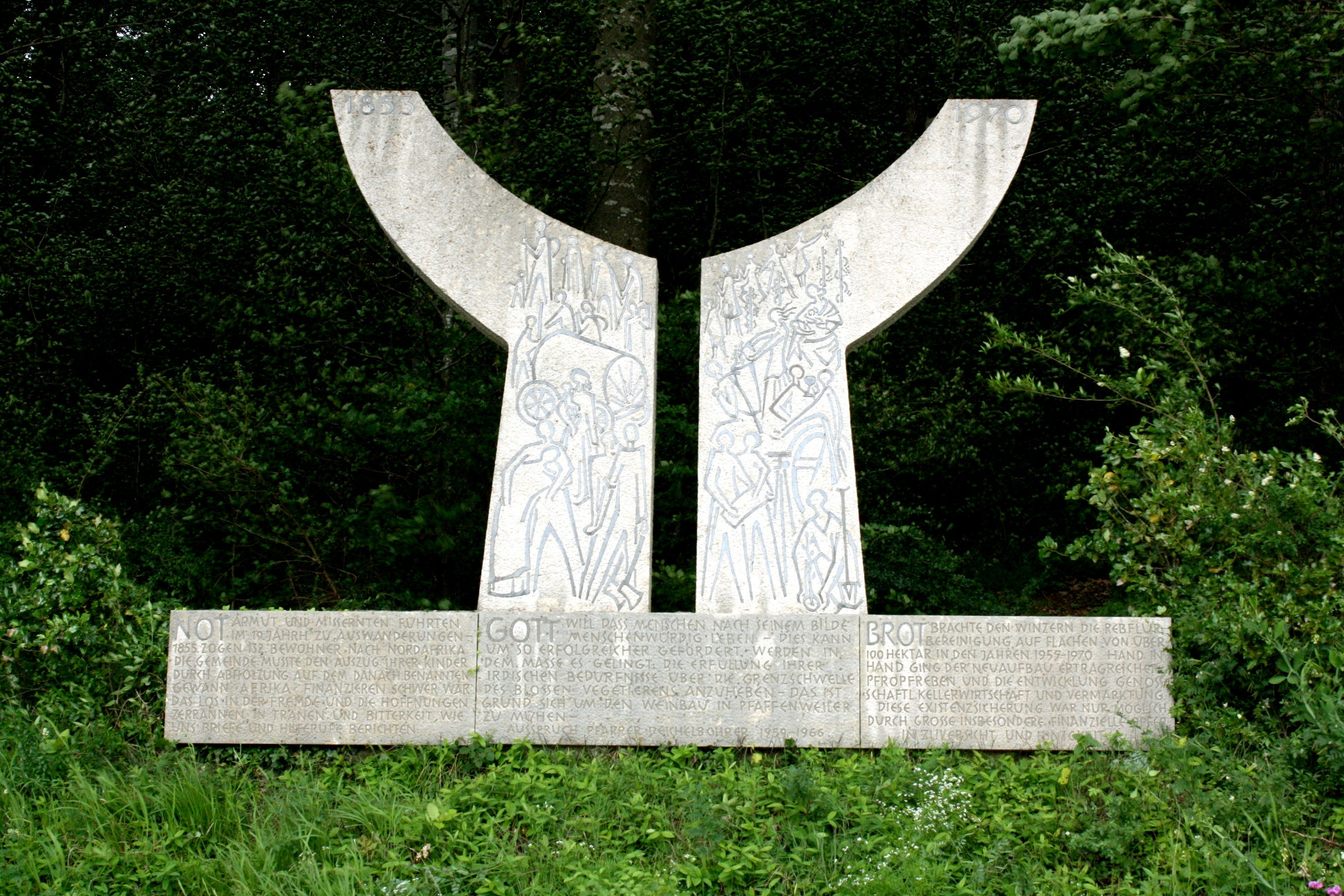
Afrikadenkmal auf dem Dürrenberg

- Katholische Pfarrkirche Kirche St. Columba
- Gasthaus Stube
- Historische Rebgrundstücke
- Historische Steinbrüche

Kapellen in Pfaffenweiler
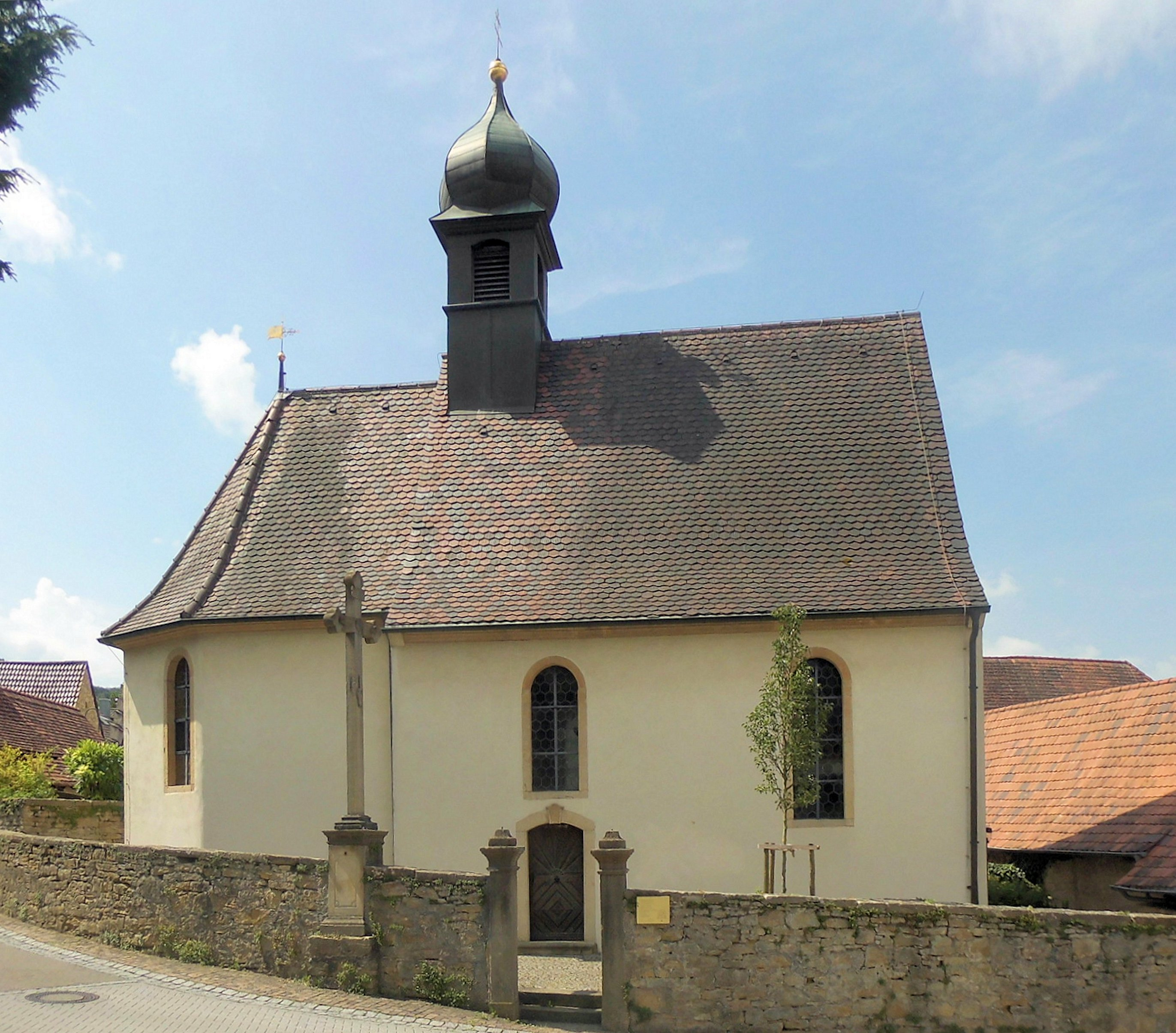
Kapelle St. Barbara und Rosalia in Öhlinsweiler
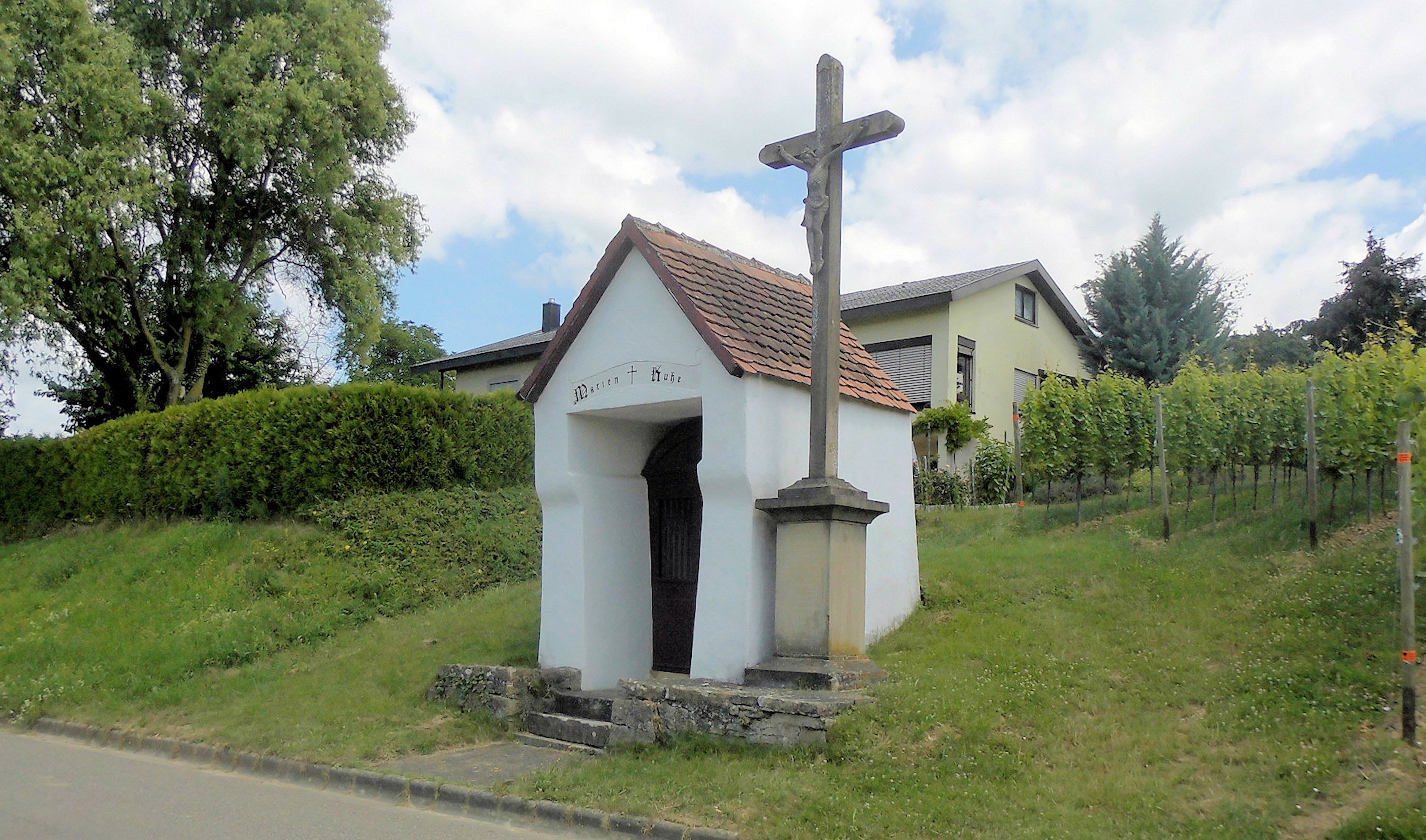
Winzerkapelle Marien Ruhe
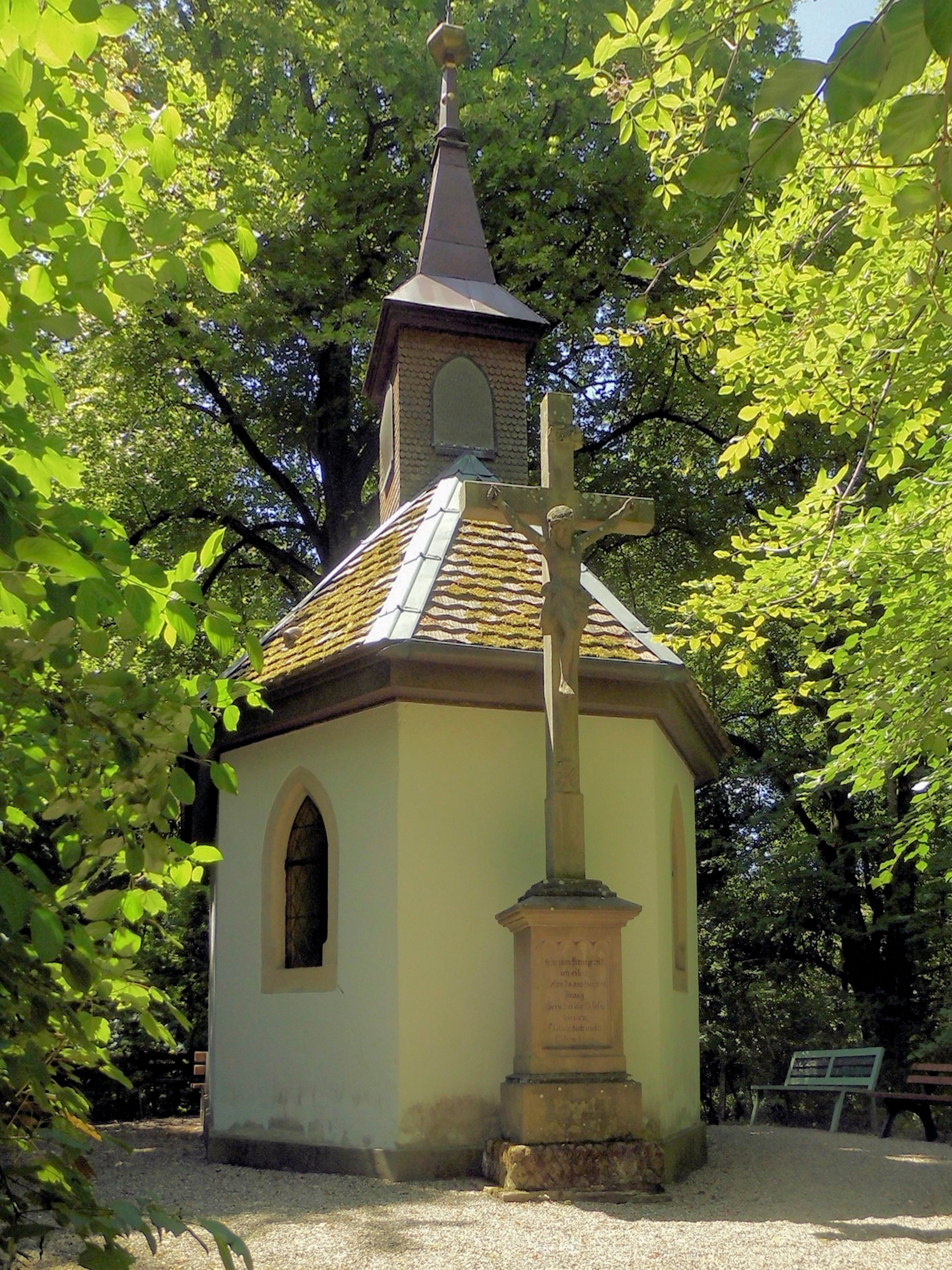
Kapelle St. Servatius

### Denkmäler und Grenzsteine
- Hohebannstein (Gemarkungsstein im Hohfirstwald, an den die fünf Gemeinden Bollschweil, Ebringen, Ehrenkirchen, Pfaffenweiler und Schallstadt angrenzen. Inzwischen steht am Ort nur noch eine Replik, der Originalstein befindet sich im Pfaffenweiler Dorfmuseum)
- Afrikadenkmal am Waldrand auf dem Dürrenberg

### Museen
- Dorfmuseum (beim Rathaus)

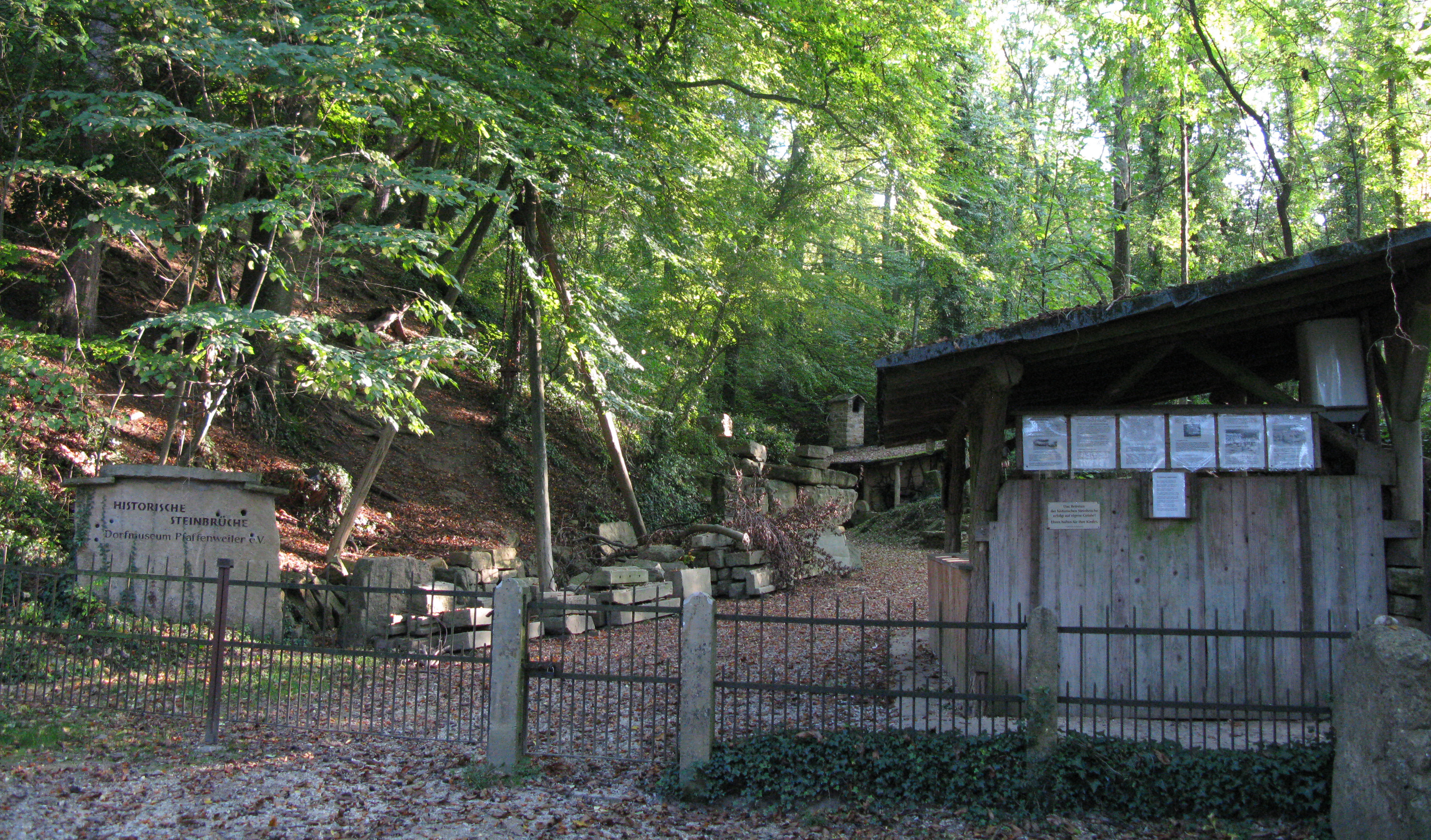
Eingang zum Freilichtmuseum

- historische Steinbrüche (Freilichtmuseum)

### Vereine
- VfR Pfaffenweiler (Fußball)
- TC Pfaffenweiler (Tennis)
- TV Pfaffenweiler (Turnen)
- Rebberghexen Pfaffenweiler 95 (örtliche Brauchtum Fasnet)
- Schnecke-Narren Pfaffenweiler e. V. (örtliche Brauchtum Fasnet)
- TTC Pfaffenweiler (Tischtennis)
- SSV Pfaffenweiler (Sportschießen)
- AMC Pfaffenweiler (Kartslalom)

### Regelmäßige Veranstaltungen
Das auch überregional bekannte Schneckenfest in Pfaffenweiler findet seit vielen Jahren jährlich am ersten Septemberwochenende statt. Entlang der Kapellenstraße im Oberdorf (Öhlinsweiler) werden Höfe und Keller von den ortsansässigen Vereinen genutzt, um den einheimischen Wein und teilweise an traditionelle regionale Küche angelehnte Gerichte anzubieten. Merkmal des Schneckenfests ist die Brauchtumsschau, bei der jährlich ein Thema aus der Handwerkstradition des Dorfes von den Handwerkern selbst mit zum Teil Originalwerkzeugen dargestellt wird, zum Beispiel Steinhauer/Steinmetz, Rebanbau usw.
Beim alljährlich am letzten Sonntag im Juni durchgeführten Steibick-Fescht zeigen die Mitglieder der Steinhauergruppe das traditionsreiche Gewerbe im Freilichtmuseum Historische Steinbrüche.

## Persönlichkeiten
- Nikolaus Schuble (1770–1816), Orgelbauer
- Tobias Willi (* 1979), Fußballspieler